# Rawanastron

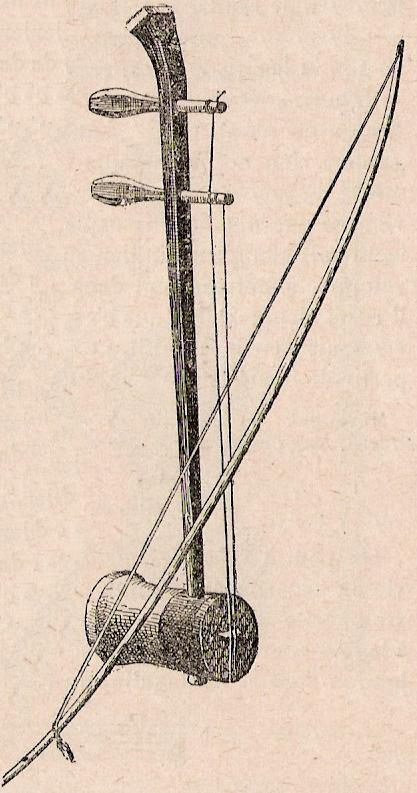
Rawanastron - rycina

Rawanastron (in. ravanhatta, ravanahatha, ravana hasta veena) – dawny instrument smyczkowy wywodzący się z Indii i Sri Lanki. Wykonany z długiej i cienkiej trzciny bambusowej połączonej z mniejszym, grubszym rezonatorem. Posiadał on kilka strun, na których grano przy pomocy bambusowego smyczka. W niektórych częściach Azji znany jest podobny instrument o nazwie ometri.